# عضد الدولة
السلطان عضد الدولة أبو شجاع فنا خسرو ابن السلطان ركن الدولة حسن بن بويه الديلمي (936-983) كان ملكًا من بني بويه على بلاد شيراز وما حولها من الأطراف ولد بأصفهان، فتح قرمان وعمان، هزم الترك في واسط، وظفر بالعراق بعد استيلائه على بغداد سنة 955م، غزا جرجان وطبرستان، عرف برعايته للعلماء وإحسانه على الفقراء، وفد عليه كثير من الشعراء منهم ابن بابك وأبو الطيب المتنبي.
كان عضد الدولة ملكا فطنا وذا تدبير. من تدابيره في جمع الخلافة والملك أنه أمر بأن يقع بينه وبين أبو بكر عبد الكريم الطائع بالله الخليفة العباسية وصلة بابنته الكبرى، فعقد العقد بحضرة الطائع لله وبمشهد من أعيان الدولة والقضاة على صداق مائة ألف دينار وبني الأمر فيه على أن يرزق ولدا ذكرا منها فيولّى العهد وتصير الخلافة في بيت بني بويه ويصير الملك والخلافة مشتملين على الدولة الديلمية.
تولى الحكم بعده في العراق ابنه صمصام الدولة سنة 372 هجرية.

## وصلات خارجية
- بوابة الشعراء : ديوان عضد الدولة